# Crkva sv. Tri kralja u Donjoj Lomnici
Crkva sv. Duha je katolička crkva u naselju Donja Lomnica koje je u sastavu grada Velika Gorica i zaštićeno kulturno dobro

## Opis dobra
Izvorno barokna crkva iz 1778. godine nakon djelomičnog urušavanja 1862. godine obnovljena je u cijelosti u historicističkim oblicima. Jednobrodna je, s užim zaobljenim svetištem, sakristijom i zvonikom pred glavnim pročeljem. Crkva je svođena češkim kapama. Historicistički inventar iz 19.stoljeća djelomično je sačuvan.

## Zaštita
Pod oznakom Z-2354 zavedena je kao nepokretno kulturno dobro - pojedinačno, pravna statusa zaštićena kulturnog dobra, klasificirano kao "sakralna graditeljska baština".